# SKA Nowosybirsk (hokej na lodzie)
SKA Nowosybirsk (ros. СКА Новосибирск) – rosyjski klub hokeja na lodzie z siedzibą w Nowosybirsku.

## Historia
Klub został założony w 1960 i podlegał Komitetowi sportowemu Sił Zbrojnych ZSRR. W pierwszych latach istnienia (1960-1964) dowódcą Syberyjskiego Okręgu Wojskowego był gen. płk Gleb Bakłanow. Za jego sprawą jesienią trenerem drużyny został Anatolij Tarasow. W późniejszych latach od 1982 do 1983 szkoleniowcem był Konstantin Łoktiew.
Współcześnie funkcjonuje HSKA (Hokejowy Sportowy Klub Armii) Nowosybirsk. W jego ramach funkcjonuje zarówno szkolenie młodzieży jak i ekipa weteranów.

## Sukcesy
- Srebrny medal Rosyjskiej FSRR: 1952 (jako DO), 1976
- Złoty medal Rosyjskiej FSRR: 1964
- Złoty medal Sił Zbrojnych ZSRR: 1964, 1965, 1968
- Finał Pucharu Rosyjskiej FSRR: 1972
- Puchar Rosyjskiej FSRR: 1975